# A Blitz on the Fritz
A Blitz on the Fritz è un cortometraggio statunitense del 1943, diretto da Jules White.

## Trama
Mentre Egbert Slipp si sta recando a conferire alle autorità preposte dei materiali utili a sostenere lo sforzo bellico del paese, si imbatte prima in un gruppo di praticanti crocerossine che lo usano come fantoccio sul quale esercitarsi con le ingessature, poi in una banda di spie naziste con intenti sabotatori.
Egbert decide di affrontare i nazisti, non senza prima aver chiamato in aiuto diversi passanti, dai quali si fa inseguire dopo aver giocato loro dei pesanti scherzi. Le spie naziste vengono sgominate, e Egbert è celebrato come eroe nazionale.